# 篠山あかり
篠山 あかり（しのやま あかり、1991年10月12日‐）は日本の女性アイドル、タレント、グラビアアイドル、女優。元ファンタスタープロモーション、ヴィズミックプロモーション所属。兵庫県出身。

## 来歴
東京でスカウトされる。2010年、兵庫県警の「2010年度 自転車安全推進リーダー」に選ばれる。

## 人物
- 日本の城が大好きで、一部で「お城アイドル」「城ドル」と呼ばれている。
- 趣味:ネイルアート、城巡り
- 特技:ダンス、全国の城の名前当て

## 活動

### ラジオ
- ラジオでんでんタウン（2010年5月31日 - ラジオ大阪） - 2010年でんでんリポーター

### 新聞
- サンスポ 「グラビア対決」芸能面（2010年2月）